# Solumbellula monocephalus
Solumbellula monocephalus (лат.), или морская ручка— вид восьмилучевых полипов (Octocorallia) из семейства Pseudumbellulidae.

## Ареал
Наблюдался в Атлантическом и Индийском океане.
Однажды найден подводным аппаратом «наутилус» около атолла Джонстон, однако это может быть и отдельный вид.

## Описание
Длинна стебля — 2 м. Длинна щупалец — 40 см. Обитает на глубине 2994-3000 м.